# Solinus pusillus
Solinus pusillus är en spindeldjursart som beskrevs av Beier 1971. Solinus pusillus ingår i släktet Solinus och familjen Garypinidae. Inga underarter finns listade i Catalogue of Life.